# Pânca
Pânca (węg. Cseretanya) – wieś w Rumunii, w okręgu Alba, w gminie Bucerdea Grânoasă. W 2011 roku liczyła 4 mieszkańców.